# 阿伯丁 (密西西比州)
阿伯丁（英語：Aberdeen）是一個位於美國密西西比州門羅縣的城市。根據2010年美國人口普查，該地共人口5,612人，而該地的面積約為28.40平方千米。同時該地也是門羅縣的縣治。

## 地理
亞伯丁的座標為33°49′28″N 88°32′59″W / 33.82444°N 88.54972°W，而該地的平均海拔高度為73米（即240英尺）。